# Krzysztof Komeda
Krzysztof Komeda (születési neve: Krzysztof Trzciński) (Poznań, 1931. április 23. – Varsó, 1969. április 23.) lengyel dzsesszzenész, zongorista, filmzeneszerző; a modern lengyel dzsesszzene úttörője.
Eredeti szakmája fül-orr gégész volt.
Az 1956-os Sopoti Jazz Fesztiválon lépett fel először sikerrel (1956). 1956-62 között sikerrel szerepelt Moszkvában, Grenoble-ban, Párizsban zenei fesztiválokon.  Több mint negyven film zeneszerzője volt. (Polański, Bergman, Wajda...).
Egy Los Angeles-i autóbaleset következtében a negyvenedik életéve betöltését megelőzően halt meg.
Komeda volt a lengyel dzsessztörténet egyik legnagyobb alakja. A későbbi legendás jazzművészek – Stańko, Muniak, Namysłowski, Delag, Bartkowski, Wróblewski, Milian – mind az ő együtteseiben játszottak. Nagyszerű zenekarvezető volt, okos ember, eredeti komponista és meghatározó szellem.... Zenéje egyszerű volt és tiszta, ugyanakkor személyes és átütő erejű. Egyszer feltűnt Hollywoodban Roman Polanski oldalán, és azonnal sikeres lett.

## Albumok
- I Sopot Jazz Festival 1956 (Muza)
- Crazy Girl (1962, Muza)
- Etiudy Baletowe (1963, Metronome)
- Ballet Etudes
- Jazz Jamboree'64 vol. 2 (1964, Muza)
- Astigmatic (1966 - Muza)
- Le départ (1966, Philips)
- Meine Süsse Europaische Heimat (1966, Electrola/Columbia)

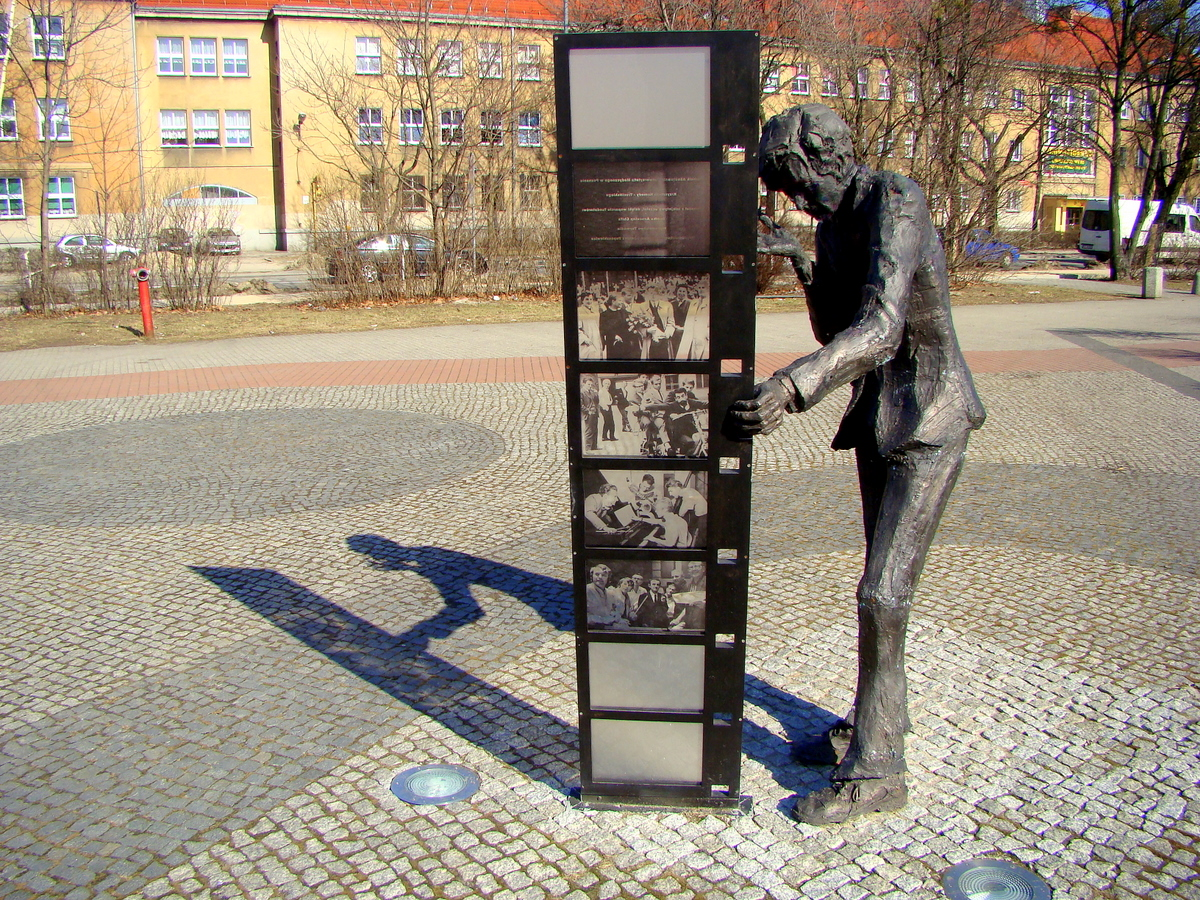
Emlékmű Poznańban

- Cul-de-sac (1966, Polydor)
- Rosemary’s Baby (1968, Paramount)
- The Riot (1968)

## A legfontosabb kiadvány
- „The Complete Records of Krzysztof Komeda” (Krzysztof Komeda; teljes): 19 lemezből álló sorozat. – (Polonia Records)